# Symplecta peayi
Symplecta peayi là một loài ruồi trong họ Limoniidae. Chúng phân bố ở miền Tân bắc.